# Tenpure!!
《Tenpure!!》是Circus在2018年4月27日發售的戀愛冒險類型成人遊戲。

## 故事簡介
櫻井空良小時候在跟宇宙飛來的生物相撞之後，得到了輕小說或遊戲中才會有的「王道展開」的體質。從那之後，空良遭遇了在上學途中的轉角與轉學生相撞、突然有了沒有血緣關係的妹妹、接住了從天而降的女孩子等王道展開的情況。但也因為如此，空良才有了和女孩子接觸並且談戀愛的機會。

## 登場角色

### 主要角色
櫻井空良
作品男主角，日名森學園二年級生。小時候與神秘生物相撞後得到了王道展開的體質。在學校是天文社的社長。
櫻井詩央（聲：秋野花）
空良沒有血緣關係的妹妹，跟著母親嫁給空良父親，後來轉入空良的班級就讀。對料理非常不拿手。
戀祝星七（聲：花澤櫻）
日名森學園三年級生。住在空良家隔壁的大姐姐，也是空良的青梅竹馬。喜歡照顧空良，早上都會為他準備早餐。
古坂未依（聲：步サラ）
受大小姐茉理所托前來調查空良的女僕，後來轉到了空良的班上。起初敵視空良，但在和他相處後慢慢改變了評價。
藤宮凜音（聲：遙空）
日名森學園二年級女學生，空良班上的班長。個性認真，經常責備和星七親密無間的空良。

### 其他角色
茉理大小姐（聲：八尋まみ）
對空良一見鍾情的大小姐，相當仰慕空良，並且委託家裡的女僕未依調查空良的事。
望月琉璃（聲：綾音まこ）
空良班級的導師，天文社的顧問。討厭麻煩的事情，以前是天才少女。
杉野柊太（聲：島田友樹）
日名森學園二年級男學生，空良的好友。會去蒐集學校裡女孩子的情報。

## 主題曲
片頭曲「THIS IS TEMPLATE!」
作詞、主唱：yozuca*，作曲、編曲：
個人線片頭曲
作詞：lotta，作曲、編曲：，主唱：Rin'ca
片尾曲
作詞：riho，作曲、編曲：chokix，主唱：CooRie

## 評價
《Tenpure!!》在Getchu.com的2018年4月銷量榜上排名第5名。

## 外部連結
- Tenpure!!遊戲官網（页面存档备份，存于）（日語）